# Leucanella heisleri
Leucanella heisleri är en fjärilsart som beskrevs av Jones 1908. Leucanella heisleri ingår i släktet Leucanella och familjen påfågelsspinnare. Inga underarter finns listade i Catalogue of Life.